# Lista odcinków programu Przegląd tygodnia: Wieczór z Johnem Oliverem
Przegląd tygodnia: Wieczór z Johnem Oliverem to amerykański program z gatunku infotainment nadawany od 28 kwietnia 2014 w telewizji HBO i prowadzony przez angielskiego komika Johna Olivera, który omawia aktualne i istotne dla społeczeństwa tematy.

## Sezony
| Sezon | Sezon | Liczba odcinków | Data emisji             | Data emisji             |
| Sezon | Sezon | Liczba odcinków | Data pierwszego odcinka | Data ostatniego odcinka |
| ----- | ----- | --------------- | ----------------------- | ----------------------- |
|       | 1     | 24              | 27 kwietnia 2014        | 9 listopada 2014        |
|       | 2     | 35              | 8 lutego 2015           | 22 listopada 2015       |
|       | 3     | 30              | 14 lutego 2016          | 13 listopada 2016       |
|       | 4     | 30              | 12 lutego 2017          | 12 listopada 2017       |
|       | 5     | 30              | 18 lutego 2018          | 18 listopada 2018       |
|       | 6     | 30              | 17 lutego 2019          | 17 listopada 2019       |

## Odcinki

### Sezon 1 (2014)
| № | #  | Temat tygodnia                                                                                     | premiera w USA          | Oglądalność w USA (w mln.) |
| --- | -- | -------------------------------------------------------------------------------------------------- | ----------------------- | -------------------------- |
| 1 | 1  | Rozprawa sądowa POM Wonderful vs Coca-Cola                                                         | 27 kwietnia 2014        | 1,11                       |
| Inne tematy: Donald Sterling, Cliven Bundy, kanonizacja Jana XXIII i Jana Pawła II, zamknięcie strony medycznej stanu Oregon, wybory parlamentarne w Indiach, NSA Segment "A teraz": John McCain opowiada ten sam dowcip przy sześciu różnych okazjach Segment "Przeglądowa fucha tygodnia": Liga Futbolu Amerykańskiego Gościnne występy: Lisa Loeb Wywiad: Keith B. Alexander |    | |                         |                            |
| 2 | 2  | Kara śmierci                                                                                       | 4 maja 2014             | 1,19                       |
| Inne tematy: aneksja Krymu przez Rosję, kolacja korespondentów w Białym Domu, wprowadzenie szariatu w Brunei Segment "A teraz": Prezenterzy trochę za bardzo bawią się grą słów i Ludzie usypiający za politykami Segment "Prezydenci USA innych krajów": François Hollande Wywiad: Simon Ostrowski |    | |                         |                            |
| 3 | 3  | Wybory do Senatu w Kentucky                                                                        | 11 maja 2014            | 1,01                       |
| Inne tematy: Michael Sam pierwszym zdeklarowanym gejem w National Football League, Konkurs Piosenki Eurowizji, aneksja Krymu przez Rosję, finansowanie kampanii wyborczych w USA, sceptycyzm wobec globalnego ocieplenia Segment "Dlaczego toto jeszcze istnieje": przebieranki rasowe Gościnne występy: Bill Nye |    | |                         |                            |
| 4 | 4  | General Motors                                                                                     | 18 maja 2014            | 1,03                       |
| Inne tematy: Protesty w Turcji, małżeństwa osób tej samej płci w grach Nintendo, prawo do bycia zapomnianym, wybory parlamentarne w Indiach, Segment "A teraz": Gówniane święta minionego tygodnia i Wstyd Wywiad: Fareed Zakaria |    | |                         |                            |
| 5 | 5  | Neutralność sieci                                                                                  | premiera 1 czerwca 2014 | 0,99                       |
| Inne tematy: Wybory do Parlamentu Europejskiego, wybory prezydenckie na Ukrainie, plany wycofania amerykańskich wojsk z Afganistanu, Konkurs Ortograficzny Segment "A teraz": Po złożeniu rezygnacji Jay Carney ściemnia na konferencji prasowej ostatni raz. Segment "Prezydenci USA innych krajów": Tony Abbott |    | |                         |                            |
| 6 | 6  | FIFA                                                                                               | 8 czerwca 2014          | 0,95                       |
| Inne tematy: California Chrome, Wolfgang Bosbach w niemieckiej edycji Who Wants to Be a Millionaire?, cenzura w Chińskiej Republice Ludowej, Baszszar al-Asad Segment "A teraz": Chris Matthews przypomina dla kogo pracował Gościnne występy: Right Said Fred |    | |                         |                            |
| 7 | 7  | Reforma przepisów imigracyjnych w Stanach Zjednoczonych                                            | 15 czerwca 2014         | 0,91                       |
| Inne tematy: Odpowiedź Toma Wheelera dla Johna Olivera, Państwo Islamskie, prezydent Barack Obama czwartym prezydentem odwiedzającym rezerwat Indian, kontrowersje wokół nazwy Washington Redskins Wywiad: Stephen Hawking |    | |                         |                            |
| 8 | 8  | Doktor Öz                                                                                          | 22 czerwca 2014         | 0,98                       |
| Inne tematy: USA wysyła doradców wojskowych do Iraku, zamach stanu w Tajlandii, turystyka na Antarktydzie, monarchia (w tym abdykacja króla Hiszpanii, uniewinnienie szejka w ZEA i obawy związane z następcą tronu w Tajlandii) Segment "A teraz": Politycy mówią kim nie są Gościnne występy: George R.R. Martin, Steve Buscemi |    | |                         |                            |
| 9 | 9  | Sytuacja prawna i społeczna osób LGBT w Ugandzie                                                   | 29 czerwca 2014         | 0,85                       |
| Inne tematy: Luis Suárez, kapitulacja bojowników Boko Haram w Nigerii, pomoc Stanów Zjednoczonych dla umiarkowanych rebeliantów w Syrii, Hobby Lobby Segment "A teraz": Politycy, którzy dosłownie błędnie używają słowa "dosłownie" Wywiad: Pepe Julian Onziema |    | |                         |                            |
| 10 | 10 | Nierówności dochodowe w Stanach Zjednoczonych                                                      | 13 lipca 2014           | 0,84                       |
| Inne tematy: Japonia odstępuje od polityki pacyfizmu, odnalezienie listów miłosnych Warrena Hardinga, trasa "Dzień z Życia" prezydenta Baracka Obamy, próba naprawy wizerunku CIA Segment "Pierdolić go": Jérôme Valcke |    | |                         |                            |
| 11 | 11 | Więziennictwo w Stanach Zjednoczonych                                                              | 20 lipca 2014           | 0,92                       |
| Inne tematy: konflikt izraelsko-palestyński, Anderson Cooper, katastrofa lotu Malaysia Airlines 17, singapurski spot anty-hazardowy, Segment "Dlaczego toto jeszcze istnieje": Igrzyska Wspólnoty Narodów |    | |                         |                            |
| 12 | 12 | Głowice jądrowe w Stanach Zjednoczonych                                                            | 27 lipca 2014           | 1,00                       |
| Inne tematy: konflikt izraelsko-palestyński, Curt Clawson, Państwo Islamskie, okaleczanie żeńskich narządów płciowych w Egipcie, Tajlandia komentuje słowa Johna Olivera, prawo zakazujące obrażania przedstawicieli władzy, utrata kontaktu z satelitą Foton M-4 Segment "A teraz": Prezenterzy wątpiący czy powinni poruszać temat, który właśnie poruszają i Politycy i przestarzałe aluzje do popkultury Gościnne występy: Regis Philbin, Richard Branson, Buzz Aldrin, Julia Louis-Dreyfus, Tim Gunn, Patrick Stewart                                                                              |    | |                         |                            |
| 13 | 13 | Reklamy natywne                                                                                    | 3 sierpnia 2014         | 0,96                       |
| Inne tematy: unieważnienie ustawy antygejowskiej w Ugandzie, podsłuchiwanie senatorów Stanów Zjednoczonych przez CIA, Port Authority, bankructwo Argentyny, rosyjskie embargo na amerykańskie drób i soję |    | |                         |                            |
| 14 | 14 | Pożyczki pod wypłatę                                                                               | 10 sierpnia 2014        | 0,94                       |
| Inne tematy: powrót amerykańskich wojsk do Iraku, rosyjski gang wykrada dane 1,2 miliardów osób, konflikt izraelsko-palestyński, Gościnne występy: Sarah Silverman |    | |                         |                            |
| 15 | 15 | Brutalność policji w Ferguson, Missouri                                                            | 17 sierpnia 2014        | 1,03                       |
| Inne tematy: Mo'ne Davis, Ajatollah Chamenei nakazuje zakazania antykoncepcji w Iranie, Krym, nierówne płace kobiet i mężczyzn Segment "A teraz": Ludzie z telewizora mówią co mówią ludzie i Nancy Grace udaje, że nie słyszy swojego rozmówcy |    | |                         |                            |
| 16 | 16 | Dług studencki                                                                                     | 7 września 2014         | 0,66                       |
| Inne tematy: kampanie reklamowe Al-Ka’idy, Państwa Islamskiego i rządu Stanów Zjednoczonych, chaos w Libii, odzyskanie satelity Foton M-4 Segment "A teraz": prezenterzy podrzucający rozmówcom kwestie, których akurat potrzebują i prezenterzy nadal podrzucający rozmówcom kwestie, których akurat potrzebują Gościnne występy: A Great Big World |    | |                         |                            |
| 17 | 17 | Referendum niepodległościowe w Szkocji                                                             | 14 września 2014        | 0,70                       |
| Inne tematy: Ray Rice, interwencja Stanów Zjednoczonych w Iraku, Olive Garden, kontrowersyjne wykorzystanie hasztagów na Twitterze w celach marketingowych Segment "A teraz": Prezenterzy błędnie uznający zdjęcia za selfie |    | |                         |                            |
| 18 | 18 | Miss America                                                                                       | 21 września 2014        | 0,83                       |
| Inne tematy: referendum niepodległościowe w Szkocji, wykorzystanie utworu Lose Yourself przez Nowozelandzką Partię Narodową bez zezwolenia, Roger Goodell, Embargo Stanów Zjednoczonych wobec Kuby Segment "A teraz": Prezenterzy, którzy używają odniesień sprzed pół wieku w rozmowach o przyszłości Gościnne występy: Kathy Griffin |    | |                         |                            |
| 19 | 19 | Zabójstwa ludności cywilnej przez amerykańskie drony                                               | 28 września 2014        | 0,71                       |
| Inne tematy: Narendra Modi, demonstracje w Ferguson, Hamid Karzaj, Kansas rozwija przemysł pornograficzny Segment "A teraz": Słowa, przed którymi krygują się prezenterzy Segment "Dlaczego toto jeszcze istnieje": Ayn Rand |    | |                         |                            |
| 20 | 20 | Konfiskata cywilno-administracyjna                                                                 | 5 października 2014     | 0,66                       |
| Inne tematy: protesty w Hongkongu, wybory powszechne w Brazylii, Zimowe Igrzyska Olimpijskie 2022 Segment "Dlaczego toto jeszcze istnieje": Columbus Day Gościnne występy: Jeff Goldblum, Kathryn Erbe, Robert John Burke, John Fiore |    | |                         |                            |
| 21 | 21 | Brak wsparcia Stanów Zjednoczonych dla tłumaczy współpracujący z United States Army w Afganistanie | 19 października 2014    | 0,62                       |
| Inne tematy: Nina Pham, wizyty dyplomatyczne Władimira Putina, McDonald’s, zakaz filmowania posiedzeń Sądu Najwyższego Stanów Zjednoczonych Segment "A teraz": Ludzie w kongresie przypominają jak długo są w kongresie Wywiad: afgański tłumacz Mohammad Usafi |    | |                         |                            |
| 22 | 22 | Cukier                                                                                             | 26 października 2014    | 0,76                       |
| Inne tematy: podejrzenie obecności rosyjskiego okrętu podwodnego na terenie Szwecji, wirus Eboli w Nowym Jorku, Doug Ford Wywiad: Jane Goodall |    | |                         |                            |
| 23 | 23 | Legislatury stanowe w Stanach Zjednoczonych                                                        | 2 listopada 2014        | 0,60                       |
| Inne tematy: protest przeciwko opodatkowaniu internetu na Węgrzech, planowane referendum w sprawie zmiany flagi Nowej Zelandii, mechaniczni sprzedawcy w Lowe’s Gościnne występy: Nick Offerman, H. Jon Benjamin i Sarah Baker |    | |                         |                            |
| 24 | 24 | Loteria                                                                                            | 9 listopada 2014        | 0,80                       |
| Inne tematy: dom Recepa Tayyipa Erdoğana, publiczne udostępnienie domeny .nyc, armata strzelająca łososiami, podsumowanie pierwszego sezonu Segment "A teraz": Ludzie w telewizji błędnie rozumiejący termin "Uwaga, spoiler" Gościnne występy: Jon Stewart, Jimmy Fallon, Sharon Case, Joshua Morrow, Michelle Beadle, Dwight Howard, Seth Meyers, Anderson Cooper, Rachael Ray, Tom Hanks, Dan Castellaneta, Joel McHale, Wanda Sykes, David Letterman, Mario Batali, Wayne Brady, Meredith Vieira, J.J. Abrams, Eric Stonestreet, Jesse Tyler Ferguson, Stephen Colbert, Kelly Michael, Ellen Pompeo |    | |                         |                            |